# Habrotrocha rara
Habrotrocha rara är en hjuldjursart som beskrevs av Donner 1949. Habrotrocha rara ingår i släktet Habrotrocha och familjen Habrotrochidae. Inga underarter finns listade i Catalogue of Life.